# Rafał Nowak (rzeźbiarz)
Rafał Nowak (ur. 1974 w Poznaniu) – polski rzeźbiarz i społecznik.

## Życiorys
Absolwent Akademii Sztuk Pięknych w Poznaniu (2000) w pracowni rzeźby prof. zw. Józefa Kopczyńskiego.
Swoje prace wystawiał na wielu wystawach indywidualnych i zbiorowych w kraju w Poznaniu, oraz między innymi we Wrocławiu, Bydgoszczy, Gdyni, Orońsku, ale także prace te prezentował zagranicą, na przykład w Austrii, Kanadzie, Niemczech i Francji.

## Nagrody i wyróżnienia
Rafał Nowak był wielokrotnie nagradzany. Wśród nagród posiada on m.in.: nagrodę artystyczną Miasta Poznania.

### Autor pomników
w swoim dorobku ma wiele dużych realizacji w przestrzeni publicznej, do których należy m.in.:
- (2005) Fontanna „Marsa” na Starym Rynku w Poznaniu,
- (2012) Fontanna „Wolności” na placu Wolności w Poznaniu,
- (2015) rzeźba Ignacego Jana Paderewskiego w formie pomnika, ustawionym przed aula Akademii Muzycznej w Poznaniu.

## Galeria pomników związanych z Rafałem Nowakiem

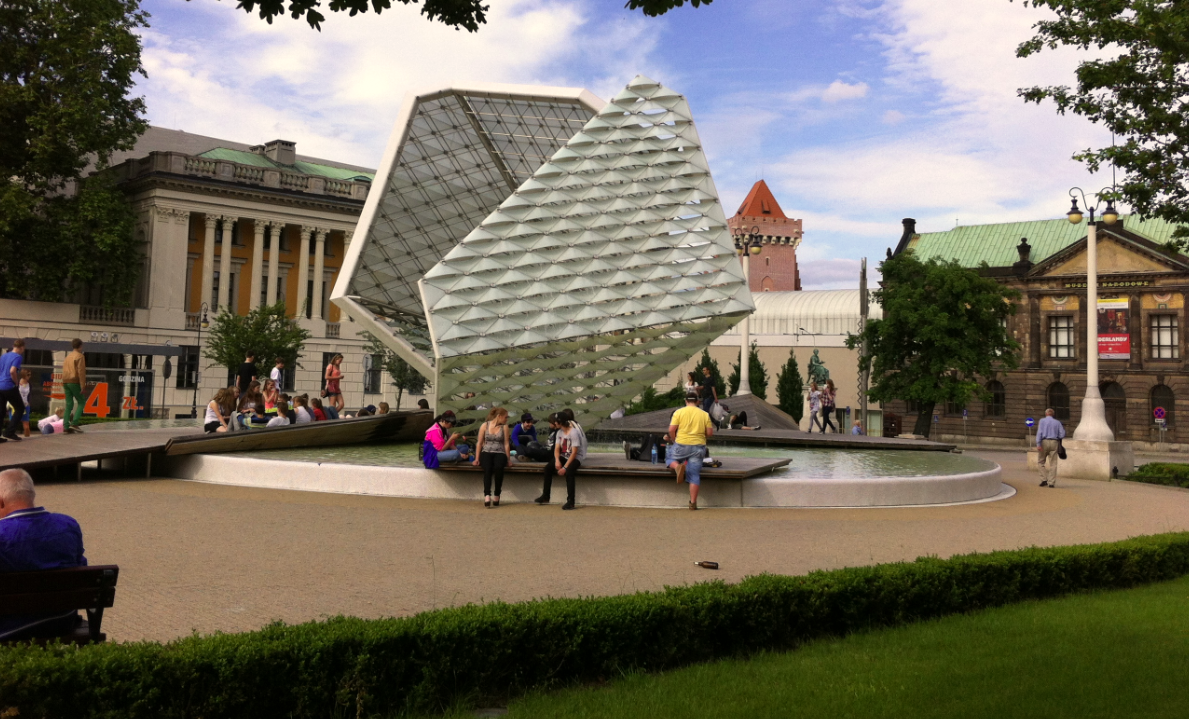
Fontanna Wolności w Poznaniu
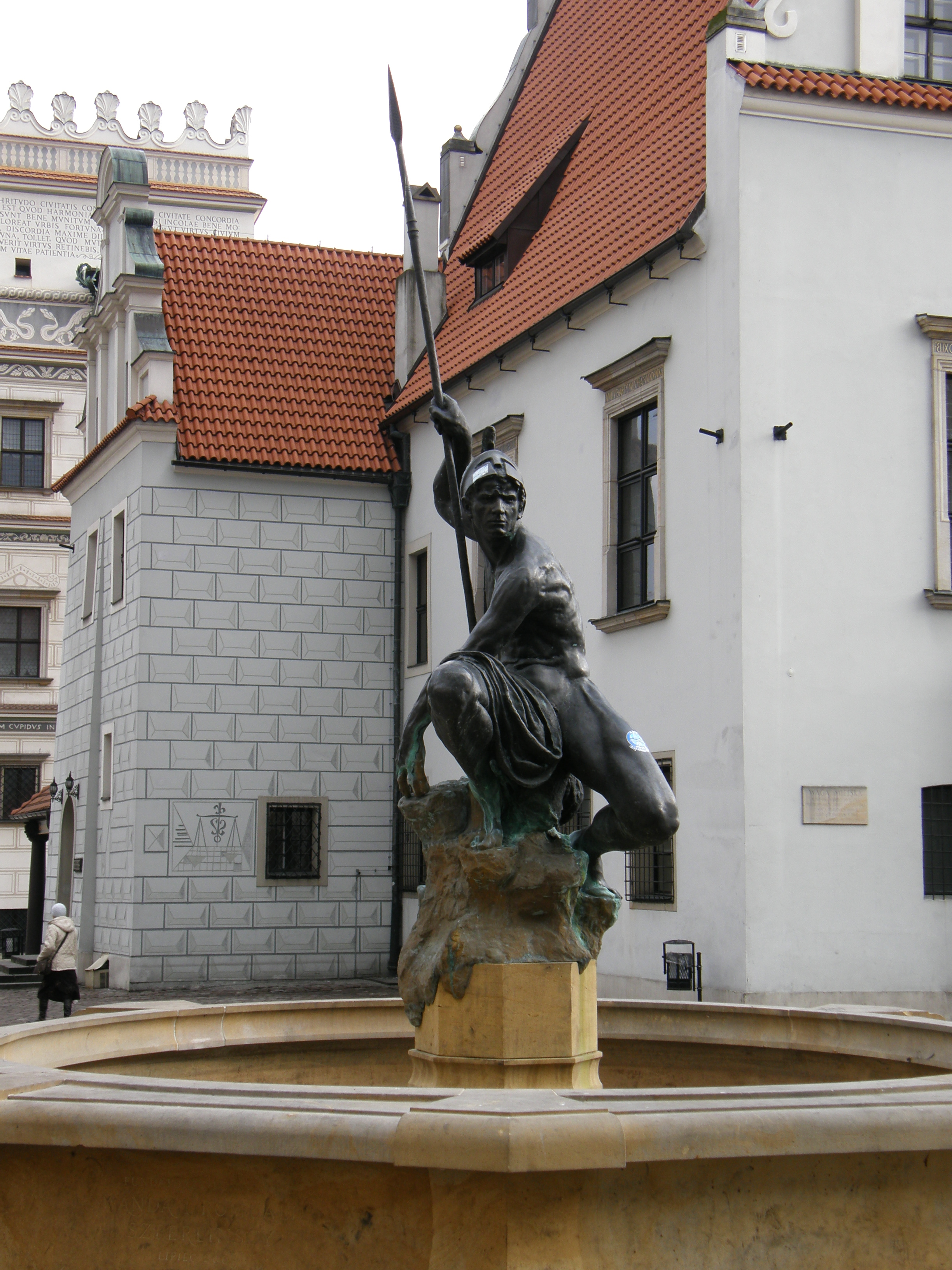
Fontanna Marsa w Poznaniu
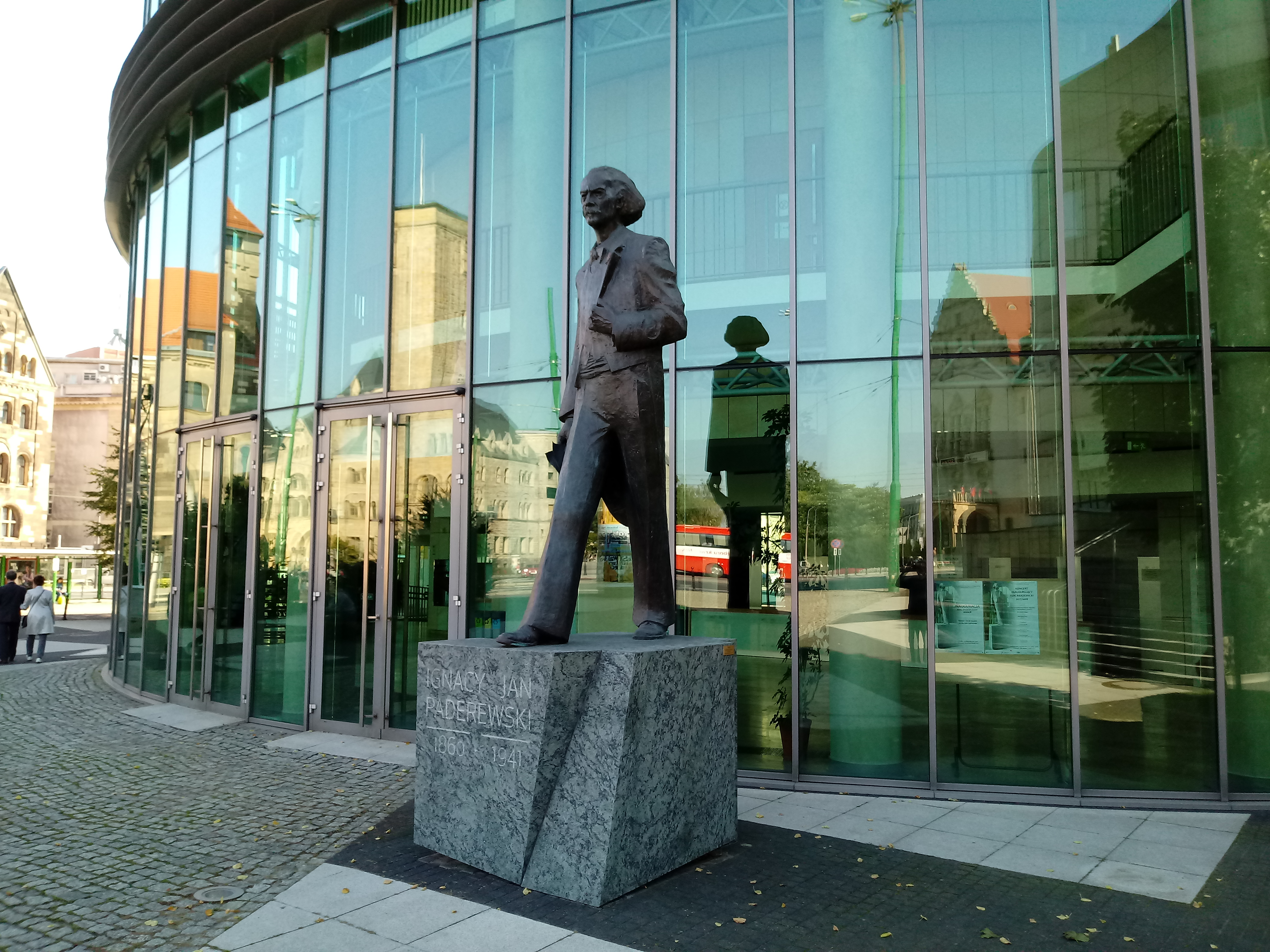
Pomnik Ignacego Jana Paderewskiego w Poznaniu